# Cainsville
Cainsville – miasto w Stanach Zjednoczonych, w stanie Missouri, w hrabstwie Harrison.